# Allium pseudohollandicum
Allium pseudohollandicum — вид рослин з родини амарилісових (Amaryllidaceae); ендемік Ірану. 2n=16.

## Поширення
Ендемік Ірану.